# وزارة الاقتصاد والتجارة الخارجية (سوريا)
وزارة الاقتصاد والتجارة الخارجية هي الوزارة المسؤولة عن المساهمة رسم السياسة الاقتصادية والتجارية لتحقيق التنمية الاقتصادية والاجتماعية واقتراح التدابير المناسبة لرفع معدل النمو الاقتصادي، ووضع الاستراتيجيات والخطط والبرامج لتنمية وترويج الصادرات وتحسين وضع الميزان التجاري وميزان المدفوعات.
أُنشأت الوزارة بشكلها الحالي بعد فصل وزارة الاقتصاد والتجارة وفق المرسوم رقم /46/ لعام 2012 القاضي بإحداث وزارتان باسم وزارة التجارة الداخلية وحماية المستهلك ووزارة الاقتصاد والتجارة الخارجية، ويديرها سامر الخليل منذ 29 آذار 2017.

## لمحة تاريخية
بدأت وزارة التجارة بقيام المملكة العربية السورية وتولاها يوسف الحكيم في بداياتها. بعد أقل من سنة غابت الوزارة لتعود بعد ست سنوات في حكومة أحمد نامي الأولى. أما وزارة الاقتصاد فقد بدأت في حكومة صبحي بركات الثانية باسم وزارة الإصلاح الاقتصادي وكان على رأسها حسن عزت باشا. اجتمعت الوزارتين بشكل مستقل في حكومتي أحمد نامي الأولى والثانية، وبعد ذلك تناوبت الوزارتين -وزاة الاقتصاد كانت تعرف باسم وزارة الاقتصاد الوطني- في الحكومات المتعاقبة حتى اجتمعتا في وزارة واحدة لفترة قصيرة في عهد الجمهورية العربية المتحدة وتحديدا في حكومة عبد الناصر الخامسة بقيادة خليل كلاس في الإقليم الشمالي، في الحكومات اللاحقة غابت وزارة التجارة حتى أواخر عام 1966 عندم دُمجت مع وزارة الاقتصاد وسُميت وزارة الاقتصاد والتجارة الخارجية.
عندما شُكلت حكومة محمد ناجي العطري بموجب المرسوم رقم /349/ في عام 2003 عُيّن غسان الرفاعي بمنصب وزير التجارة فقط رغم أنه كان في الحكومة السابقة بمنصب وزير الاقتصاد والتجارة الخارجية.
. بعد أقل من شهر من هذا التشكيل وتحديدا في 9 تشرين الأول 2003 صدر المرسوم التشريعي رقم /69/ القاضي بإحداث وزارة باسم وزارة الاقتصاد والتجارة، وبأن تحل عبارة وزارة الاقتصاد والتجارة محل عبارتي وزارة الاقتصاد والتجارة الخارجية ووزارة التموين والتجارة الداخلية. ونصت المادة الثالثة من المرسوم على تولي وزارة الاقتصاد والتجارة المهام والاختصاصات التي كانت تتولاها كل من وزارة الاقتصاد والتجارة الخارجية عدا قطاع المصارف والتأمين ووزارة التموين والتجارة الداخلية.

في 23 حزيران 2012 تشكلت حكومة رياض حجاب وفي نفس التاريخ صدر المرسوم رقم /46/ القاضي بإحداث وزارتان باسم وزارة التجارة الداخلية وحماية المستهلك ووزارة الاقتصاد والتجارة الخارجية. أُوكل بموجب هذا المرسوم إلى وزارة الاقتصاد والتجارة الخارجية المهام التي كانت تتولاها قبل نفاذ المرسوم التشريعي رقم /69/ لعام 2003 بالإضافة إلى الاختصاصات والمهام المحددة في المرسوم التشريعي رقم 21 لعام 2007 والمتعلقة بالتجارة الخارجية.

## الهيكل التنظيمي

### المديريات
- مديرية مكتب الوزير
- مكتب شؤون المؤسسات والشركات
- مديرية المعلوماتية
- مديرية المشاريع الصغيرة والمتوسطة
- مديرية العلاقات الاقتصادية الدولية
- مديرية الرقابة الداخلية
- مديرية التخطيط والإحصاء
- الإدارة المالية
- مديرية التجارة الخارجية
- مديريات الاقتصاد والتجارة الخارجية في المحافظات

### المؤسسات
- المؤسسات الإنتاجية
  - المؤسسة العامة للمناطق الحرة
  - المؤسسة العامة للمعارض والأسواق الدولية
- مؤسسات التجارة الخارجية
  - المؤسسة العامة للتجارة الخارجية
  - شركة جورج وأنطون غناجة
- الهيئات
  - هيئة دعم وتنمية الإنتاج المحلي والصادرات
  - هيئة تنمية المشروعات الصغيرة والمتوسطة

## مهام الوزارة
1ـ المساهمة مع الجهات المعنية في رسم السياسة الاقتصادية والتجارية لتحقيق التنمية الاقتصادية والاجتماعية واقتراح التدابير المناسبة لرفع معدل النمو الاقتصادي وتنسيقها مع السياسات النقدية والمالية بما يحقق التوازن الاقتصاد الكلي وذلك تماشياً مع اقتصاد السوق الاجتماعي.
2- وضع الاستراتيجيات والخطط والبرامج لتنمية وترويج الصادرات وتحسين وضع الميزان التجاري السوري وميزان المدفوعات.
3ـ المساهمة في إرساء مفهوم الاقتصاد المعرفي وتقنية المعلومات.
4ـ معالجة الآثار السلبية على الاقتصاد السوري الناجمة عن تحرير التجارة الخارجية .
5-تعزيز القدرة التنافسية للاقتصاد السوري وقطاع الأعمال والمنتجات الوطنية.
6-المشاركة في إعداد خطة القطع الأجنبي بالتعاون مع الجهات المعنية الأخرى.
7- الإشراف على المناطق الحرة وتطويرها وتفعيل دورها.
8ـ المساهمة في تحسين المناخ الاستثماري وتسهيل الخدمات المتعلقة بالاستثمار والأعمال وتصميم برامج وحوافز لجذب المستثمرين، وتوقيع الاتفاقيات لتشجيع وحماية الاستثمارات والانضمام إلى المعاهدات الدولية ذات الصلة بضمان الاستثمار وآليات فض النزاعات الناجمة عن الاستثمار.
9- الإشراف على قطاع الأعمال في سورية.
10ـ إحداث مركز للسياسات الاقتصادية والتجارية والإشراف عليه.
11-تنفيذ أحكام المقاطعة.
12-إدارة وتطوير العلاقات التجارية والاقتصادية بين سوريا والعالم .
13-الإشراف على تنظيم المعارض المحلية والدولية وإقامة مراكز تجارية خارجية متنوعة بهدف ترويج وتسويق المنتجات السورية .
14- ممارسة الرقابة الفنية (الجودة) على المستوردات والصادرات.

## قائمة الوزراء
| الاسم                                  | فترة الولاية         | فترة الولاية         | الحكومة |              |              |
| وزير التجارة                           | وزير التجارة         | وزير التجارة         | وزير التجارة                                                                                                | وزير التجارة | وزير التجارة |
| -------------------------------------- | -------------------- | -------------------- | --- | ------------ | ------------ |
| يوسف الحكيم                            | 9 آذار 1920          | 3 أيـار 1920         | |              |              |
| يوسف الحكيم                            | 5 أيـار 1920         | 21 آب 1920           | |              |              |
| شاكر القيم                             | 6 أيلـول 1920        | 30 تشرين الثاني 1920 | |              |              |
| وزير الإصلاح الاقتصادي                 |                      |                      | |              |              |
| حسن عزت باشا                           | 21 كانون الأول 1924  | 21 كانون الأول 1925  | |              |              |
| وزير الاقتصاد                          | 4 أيـار 1926         | 12 حزيران 1926       | حكومة أحمد نامي الأولى                                                                                      |              |              |
| واثق بك المؤيد العظم                   | 4 أيـار 1926         | 12 حزيران 1926       | حكومة أحمد نامي الأولى                                                                                      |              |              |
| وزير التجارة                           | 4 أيـار 1926         | 12 حزيران 1926       | حكومة أحمد نامي الأولى                                                                                      |              |              |
| لطفي بك الحفار                         | 4 أيـار 1926         | 12 حزيران 1926       | حكومة أحمد نامي الأولى                                                                                      |              |              |
| وزير الاقتصاد                          | 12 حزيران 1926       | 2 كانون الأول 1926   | حكومة أحمد نامي الثانية                                                                                     |              |              |
| واثق بك المؤيد العظم                   | 12 حزيران 1926       | 2 كانون الأول 1926   | حكومة أحمد نامي الثانية                                                                                     |              |              |
| وزير التجارة                           | 12 حزيران 1926       | 2 كانون الأول 1926   | حكومة أحمد نامي الثانية                                                                                     |              |              |
| شكيب بك ميسر                           | 12 حزيران 1926       | 2 كانون الأول 1926   | حكومة أحمد نامي الثانية                                                                                     |              |              |
| وزير التجارة                           |                      |                      | |              |              |
| نصوحي بك البخاري                       | 2 كانون الأول 1926   | 8 شباط 1928          | |              |              |
| عبد القادر الكيلاني                    | 15 شباط 1928         | 19 تشرين الثاني 1931 | |              |              |
| محمد يحيى الأضة لي                     | 3 أيار 1933          | 23 شباط 1936         | |              |              |
| وزير الاقتصاد الوطني                   |                      |                      | |              |              |
| مصطفى بك القصيري                       | 23 شباط 1936         | 21 كانون الأول 1936  | |              |              |
| جميل مردم بك                           | 21 كانون الأول 1936  | 26 تموز 1938         | |              |              |
| فائز الخوري                            | 26 تموز 1938         | 23 شباط 1939         | |              |              |
| سليم جنبرت                             | 23 شباط 1939         | 5 نيسـان 1939        | |              |              |
| سليم جنبرت                             | 5 نيسـان 1939        | 15 أيـار 1939        | |              |              |
| مدير الاقتصاد الوطني                   |                      |                      | |              |              |
| يوسف عطا الله                          | 8 تموز 1939          | 1 نيسان 1941         | |              |              |
| وزير الاقتصاد الوطني                   |                      |                      | |              |              |
| نسيب البكري                            | 5 نيسـان 1941        | 12 أيلـول 1941       | |              |              |
| محمد العايش                            | 20 أيلـول 1941       | 25 آذار 1943         | |              |              |
| مصطفى الشهابي                          | 25 آذار 1943         | 19 آب 1943           | |              |              |
| وزير التجارة                           |                      |                      | |              |              |
| توفيق شامية                            | 19 آب 1943           | 14 تشرين الأول 1944  | |              |              |
| وزير الاقتصاد الوطني                   |                      |                      | |              |              |
| جميل مردم بك                           | 14 تشرين الأول 1944  | 5 نيسـان 1945        | |              |              |
| أحمد الشراباتي                         | 7 نيسان 1945         | 23 آب 1945           | |              |              |
| أحمد الشراباتي                         | 26 آب 1945           | 30 أيلـول 1945       | |              |              |
| حسن جبارة                              | 30 أيلـول 1945       | 25 نيسان 1946        | |              |              |
| خالد العظم                             | 26 نيسان 1946        | 27 كانون الأول 1946  | |              |              |
| حكمت الحكيم                            | 28 كانون الأول 1946  | 2 تشرين الأول 1947   | |              |              |
| سعيد الغزي                             | 6 تشرين الأول 1947   | 19 آب 1948           | |              |              |
| ميخائيل اليان                          | 23 آب 1948           | 2 كانون الأول 1948   | |              |              |
| حنين صحناوي                            | 16 كانون الأول 1948  | 29 آذار 1949         | |              |              |
| فتح الله الصقال                        | 16 نيسـان 1949       | 26 حزيران 1949       | |              |              |
| حسن جبارة                              | 26 حزيران 1949       | 14 آب 1949           | |              |              |
| فيضي الأتاسي                           | 14 آب 1949           | 27 كانون الأول 1949  | |              |              |
| معروف الدواليبي                        | 27 كانون الأول 1949  | 4 حزيران 1950        | |              |              |
| شاكر العاص                             | 4 حزيران 1950        | 8 أيلول 1950         | |              |              |
| فرحان الجندلي                          | 8 أيلول 1950         | 27 آذار 1951         | |              |              |
| رئيف الملقي                            | 27 آذار 1951         | 9 آب 1951            | |              |              |
| شاكر العاص                             | 9 آب 1951            | 28 تشرين الثاني 1951 | |              |              |
| علي بوظو                               | 28 تشرين الثاني 1951 | 1 كانون الأول 1951   | |              |              |
| منير دياب                              | 9 حزيران 1952        | 11 تموز 1953         | |              |              |
| عون الله الجابري                       | 19 تموز 1953         | 1 آذار 1954          | |              |              |
| فاخر الكيالي                           | 1 آذار 1954          | 19 حزيران 1954       | |              |              |
| أسعد الكوراني                          | 19 حزيران 1954       | 29 تشرين الأول 1954  | |              |              |
| فاخر الكيالي                           | 29 تشرين الأول 1954  | 13 شباط 1955         | |              |              |
| فاخر الكيالي                           | 13 شباط 1955         | 13 أيلول 1955        | |              |              |
| علي بوظو                               | 13 أيلول 1955        | 1955/9/14            | |              |              |
| رزق الله أنطاكي                        | 1955/9/14            | 14 حزيران 1956       | |              |              |
| خليل كلاس                              | 14 حزيران 1956       | 6 آذار 1958          | حكومة صبري العسلي الثالثة حكومة صبري العسلي الرابعة                                                         |              |              |
| وزير الاقتصاد والتجارة                 |                      |                      | |              |              |
| خليل كلاس (الإقليم الشمالي)            | 6 آذار 1958          | 8 تشرين الأول 1958   | حكومة جمال عبد الناصر الخامسة                                                                               |              |              |
| وزير الاقتصاد                          |                      |                      | |              |              |
| خليل كلاس (الإقليم الشمالي)            | 8 تشرين الأول 1958   | 16 أغسطس 1961        | حكومة جمال عبد الناصر السادسة                                                                               |              |              |
| عبد المنعم القبسوني (الوزارة المركزية) | 8 تشرين الأول 1958   | 28 سبتمبر 1961       | حكومة جمال عبد الناصر السادسة حكومة جمال عبد الناصر السابعة                                                 |              |              |
| حسن عباس زكي                           | 16 أغسطس 1961        | 28 سبتمبر 1961       | حكومة جمال عبد الناصر السابعة                                                                               |              |              |
| أكرم ديري                              | 16 أغسطس 1961        | 28 سبتمبر 1961       | حكومة جمال عبد الناصر السابعة                                                                               |              |              |
| عوض بركات                              | 29 أيلـول 1961       | 22 كانون الأول 1961  | حكومة مأمون الكزبري حكومة عزت النص                                                                          |              |              |
| عدنان القوتلي                          | 22 كانون الأول 1961  | 27 آذار 1962         | حكومة معروف الدواليبي الثانية                                                                               |              |              |
| نهاد السباعي                           | 16 نيسان 1962        | 20 حزيران 1962       | حكومة بشير العظمة                                                                                           |              |              |
| جورج خوري                              | 20 حزيران 1962       | 17 أيلـول 1962       | حكومة بشير العظمة                                                                                           |              |              |
| عزت الطرابلسي                          | 17 أيلـول 1962       | 8 آذار 1963          | حكومة خالد العظم الخامسة                                                                                    |              |              |
| عبد الكريم زهور                        | 9 آذار 1963          | 11 أيـار 1963        | حكومة صلاح الدين البيطار الأولى                                                                             |              |              |
| جورج طعمة                              | 13 أيـار 1963        | 14 أيـار 1964        | حكومة صلاح الدين البيطار الثانية حكومة صلاح الدين البيطار الثالثة حكومة أمين الحافظ الأولى                  |              |              |
| كمال حصني                              | 14 أيـار 1964        | 3 تشرين الأول 1964   | حكومة صلاح الدين البيطار الرابعة                                                                            |              |              |
| إبراهيم البيطار                        | 3 تشرين الأول 1964   | 27 كانون الأول 1965  | حكومة أمين الحافظ الثانية حكومة يوسف زعين الأولى                                                            |              |              |
| كمال حصني                              | 1 كانون الثاني 1966  | 23 شباط 1966         | حكومة صلاح الدين البيطار الخامسة                                                                            |              |              |
| أحمد مراد                              | 1 آذار 1966          | 16 تشرين الأول 1966  | حكومة يوسف زعين الثانية                                                                                     |              |              |
| وزير الاقتصاد والتجارة الخارجية        |                      |                      | |              |              |
| أحمد مراد                              | 16 تشرين الأول 1966  | 28 أيلول 1967        | حكومة يوسف زعين الثانية                                                                                     |              |              |
| زهير الخاني                            | 28 أيلول 1967        | 29 أيار 1969         | حكومة يوسف زعين الثانية حكومة نور الدين الأتاسي                                                             |              |              |
| عبد الحليم خدام                        | 29 أيار 1969         | 21 تشرين الثاني 1970 | حكومة نور الدين الأتاسي                                                                                     |              |              |
| مصطفى الحلاج                           | 21 تشرين الثاني 1970 | 23 كانون أول 1972    | حكومة حافظ الأسد حكومة عبد الرحمن خليفاوي الأولى                                                            |              |              |
| محمد العمادي                           | 23 كانون الأول 1972  | 14 كانون الثاني 1980 | حكومة محمود الأيوبي حكومة عبد الرحمن خليفاوي الثانية حكومة محمد علي الحلبي                                  |              |              |
| محمد الأطرش                            | 14 كانون الثاني 1980 | 3 كانون الأول 1981   | حكومة عبد الرؤوف الكسم الأولى                                                                               |              |              |
| سليم ياسين                             | 3 كانون الأول 1981   | 7 نيسان 1985         | حكومة عبد الرؤوف الكسم الأولى حكومة عبد الرؤوف الكسم الثانية                                                |              |              |
| محمد العمادي                           | 8 نيسان 1985         | 13 كانون الأول 2001  | حكومة عبد الرؤوف الكسم الثالثة حكومة محمود الزعبي الأولى حكومة محمود الزعبي الثانية حكومة مصطفى ميرو الأولى |              |              |
| غسان الرفاعي                           | 13 كانون الأول 2001  | 18 أيلول 2003        | حكومة مصطفى ميرو الثانية                                                                                    |              |              |
| وزير التجارة                           |                      |                      | |              |              |
| غسان الرفاعي                           | 18 أيلول 2003        | 4 تشرين الأول 2004   | حكومة محمد ناجي العطري                                                                                      |              |              |
| وزير الاقتصاد والتجارة                 |                      |                      | حكومة محمد ناجي العطري                                                                                      |              |              |
| عامر حسني لطفي                         | 4 تشرين الأول 2004   | 19 كانون الثاني 2010 | حكومة محمد ناجي العطري                                                                                      |              |              |
| لمياء عاصي                             | 19 كانون الثاني 2010 | 14 نيسان 2011        | حكومة محمد ناجي العطري                                                                                      |              |              |
| محمد نضال الشعار                       | 14 نيسان 2011        | 23 حزيران 2012       | حكومة عادل سفر                                                                                              |              |              |
| وزير الاقتصاد والتجارة الخارجية        |                      |                      | |              |              |
| محمد ظافر محبك                         | 23 حزيران 2012       | 22 آب 2013           | حكومة رياض حجاب حكومة وائل الحلقي الأولى                                                                    |              |              |
| خضر أورفلي                             | 22 آب 2013           | 27 آب 2014           | حكومة وائل الحلقي الأولى                                                                                    |              |              |
| همام الجزائري                          | 27 آب 2014           | 3 تموز 2016          | حكومة وائل الحلقي الثانية                                                                                   |              |              |
| أديب ميالة                             | 3 تموز 2016          | 29 آذار 2017         | حكومة عماد خميس                                                                                             |              |              |
| محمد سامر الخليل                       | 29 آذار 2017         | في المنصب            | حكومة عماد خميس حكومة حسين عرنوس الأولى حكومة حسين عرنوس الثانية                                            |              |              |

## روابط خارجية
- الموقع الرسمي للوزارة
- مجلس الوزراء السوري
- وزارات الدولة على بوابة الحكومة الإلكترونية السورية
- الوزارات والهيئات الحكومية على موقع مجلس الشعب السوري